# Der Sprung – Beschreibung einer Oper
Der Sprung – Beschreibung einer Oper ist ein am 2. und 3. Oktober 1999 im Theater im Pumpenhaus in Münster konzertant uraufgeführtes Musiktheater des Komponisten Georg Hajdu auf ein Libretto des 2001 gestorbenen Schriftstellers und Filmemachers Thomas Brasch.

## Basis der Handlung der Oper
Im Jahre 1984 ereignete sich ein tragischer Vorfall im Martin-Buber-Institut für Judaistik der Universität Köln. Eine Studentin erschoss einen Professor und schoss weitere Dozenten an. Die Wiener Journalistin Erika Wantoch veröffentlichte darüber im österreichischen Magazin Profil einen Artikel, in dem sie versuchte, anhand von Zeugenaussagen, Aussagen von Bekannten, sowie Tagebucheinträgen und Briefen das Leben der Studentin zu rekonstruieren. Die Studentin zeigte sich als gespaltene und zerrissene Persönlichkeit, die im Bekanntenkreis sehr unterschiedlich wahrgenommen und beschrieben wurde. Als Motiv der Tat gab die Studentin später an, dass sie die Dozenten beseitigen wollte, da sie nach ihrer Konversion zum Judentum der Meinung war, dass sich Nichtjuden nicht mit der Tora beschäftigen dürften. Der Artikel beschreibt eine junge Frau, die sich über Jahre in Fantasien und Fiktionen verstrickte, die der tatsächliche Auslöser für ihre Tat zu sein schienen. Einerseits galt die junge Frau als gute Studentin und Wissenschaftlerin und bekam auf Antrag eines Dozenten Hochbegabten-Studienförderung. Im Gegensatz dazu war ihr Auftreten im Institut herrisch, laut, provokant und geltungssüchtig. Ihr Wunsch, Jüdin zu sein, begann in der Zeit, als sich die Studentin in den Assistenten am Philosophischen Seminar verliebte, der selbst Jude war. Allerdings erwiderte er ihre Liebe nicht. Sie wollte unbedingt Jüdin werden, doch war dies mit Problemen verbunden, da sie keine jüdischen Vorfahren nachweisen konnte. Im Jahr 1978 konnte sie schließlich doch zum Judentum konvertieren. Die Studentin lebte in ihre Studien vertieft und abgeschottet von jeglichen Beziehungen, an deren Stelle Fiktionen traten. Sie bildete sich ein, von allen im Institut verfolgt und bedroht zu werden, und in ihrem Tagebuch verrannte sie sich in eine Welt voller Liebesfantasien. Anscheinend konnte sie zwischen der Realität und ihrer selbst gebauten fiktionalen Welt nicht mehr unterscheiden.
Dieser Artikel der Journalistin Erika Wantoch über die zerrissene Persönlichkeit der Studentin regte Georg Hajdu zu einer Oper über die Geschehnisse an. Allerdings machte er sich erst im Jahre 1992 Gedanken über eine musikalische Aufarbeitung. Der Prozess von der ersten Konzeption bis zur Uraufführung dauerte sieben Jahre.

## Kompositionstechnik
Der Sprung ist musikgeschichtlich gesehen ein spätes Beispiel der Computermusik. Die formale und harmonische Struktur wurde mit Verfahren der Spektralanalyse (Spektralmusik) und Computer-unterstützter Komposition aus einem Satz von Thomas Brasch abgeleitet. Der Entstehungsprozess lief in mehreren Schritten ab:
1. Brasch spricht den Satz „Eine Oper schreiben heißt: keinen anderen Ausweg wissen.“ auf Georg Hajdus Anrufbeantworter. Dieser Satz dauert 5,4 Sekunden.
2. Hajdu erzeugt eine Wellenformdarstellung mit einem WaveLab-ähnlichen Programm.
3. Mit dem Satz wird eine Frequenz- und Zeitanalyse durchgeführt. Es entstehen auffällige Felder bei den Vokalen.
4. Hajdu dehnt den gesprochenen Satz und kann aus den Analyseergebnissen einen Verlaufsplan erstellen, welcher dann den formalen Ablauf der Oper festlegt.
5. Mit Hilfe der errechneten Daten erstellt Hajdu eine Notenskala mit achteltönigen Intervallen.
6. Aus der Skala fertigt Hajdu als letzten Schritt die Partitur.

Zusammenfassend kann man den Entstehungsprozess wie folgt beschreiben:
- ein niedergeschriebenes Motto
- Aufnahme des Mottos
- Frequenz- und Zeitanalyse der Aufnahme
- formaler Ablauf von der Analyse abgeleitet
- Libretto vom formalen Ablauf abgeleitet
- Partitur auf dem Libretto basierend.

Diese Methode der Spektralanalyse wird auch häufig mit den französischen Komponisten Gérard Grisey und Tristan Murail in Verbindung gebracht.

## Aufbau der Oper
Die Oper besteht aus fünf Teilen:
- Prolog
- Erster Akt
- Intermezzo
- Zweiter Akt
- Epilog

Dabei verwendet Hajdu zwei Materialtypen:
- phonetisches Material (basierend auf Vokalen und Konsonanten des gesprochenen Satzes → erster und zweiter Akt) und
- statistisches Material (Geräusche vom Anrufbeantworter → Prolog, Intermezzo, Epilog).

## Besetzung
Bei der konzertanten Uraufführung in Münster bestand die Besetzung aus einer Sprecherin, acht Sängern, drei elektronischen Instrumenten, vier Holzbläsern, sechs Blechbläsern, einer Viola, einem Violoncello, zwei Schlagzeugern und einem Jazz-Trio.

## Handlung und Struktur
Die Struktur des Librettos von Thomas Brasch wurde von der Aussage abgeleitet, die Thomas Brasch auf dem Anrufbeantworter von Georg Hajdu hinterließ. Im Prolog wird die Hauptfigur passend zu dem elfteiligen Libretto auf einem Elf-Meter-Brett eingeführt, von dem aus sie unten alle sehen kann und der Meinung ist, den verschiedensten Personen etwas beweisen zu müssen, indem sie von diesem Brett springt. In den jeweiligen Szenen werden unterschiedliche Perspektiven dargestellt, die etwas über den Vorfall und über die Studentin zeigen. Die Perspektive wechselt von der Hauptperson, zu Bekannten und Zeugenaussagen, und es werden Tagebucheinträge oder Mordgedanken der Hauptperson dargestellt. Allerdings gibt es nur einen Sprecher, der in die verschiedenen Rollen schlüpft. Im Epilog wird dann wieder der Bogen zum Prolog geschlagen. Der Sprung der Hauptperson vom Elf-Meter-Brett wird als Absprung in ihr Verderben dargestellt und nicht als großer Auftritt, wie sie ihn sich zu Beginn ausmalt.